# CCGS Jean Goodwill
La CCGS Jean Goodwill è una nave rompighiaccio per la movimentazione dell'ancora (in sigla AHTS) convertita in rompighiaccio di classe media per la Guardia Costiera canadese. Venne originariamente costruita come Balder Viking per Trans Viking Icebreaking & Offshore AS nel 2000. La nave venne venduta al Canada nel 2018 e inizialmente sarebbe dovuta entrare in servizio alla fine del 2019 a seguito di una ristrutturazione. Tuttavia, a causa di ritardi, la conversione della nave non venne completata fino a novembre 2020.
La CCGS Jean Goodwill ha due navi gemelle, la CCGS Captain Molly Kool e la CCGS Vincent Massey, entrambe convertite in navi offshore.

## Caratteristiche
La Jean Goodwill è lunga complessivamente 83,7 metri lunga 77,77 metri tra le perpendicolari. Il suo scafo ha una larghezza massima di 18,04 metri e una profondità di 8,5 metri. Il pescaggio di progetto era 6,6 metri, ma può essere caricata fino a un pescaggio massimo di 7,22 metri, che corrisponde a un dislocamento di 6.872 tonnellate. Originariamente costruita per la classe di ghiaccio DNV "ICE-10 Icebreaker", le sue strutture dello scafo e il sistema di propulsione sono stati aggiornati al livello Polar Class 4 e la nave è stata classificata come Arctic Class 3 in servizio canadese. Originariamente era servita da un equipaggio di 23 persone, ma questo è stato ridotto a 19 (9 ufficiali e 10 membri dell'equipaggio) quando la nave fu commissionata dalla Guardia Costiera canadese. Ci sono anche 9 posti letto aggiuntivi.
La CCGS Jean Goodwill ha quattro motori Diesel a velocità media orientati a due eliche a passo variabile negli ugelli. Ha due motori Diesel MaK 8M32 a otto cilindri e due motori Diesel MaK 6M32 a sei cilindri da 3.840 kW (5.150 CV) e 2.880 kW (3.860 CV) ciascuno. Con una potenza di propulsione totale di 13.440 kW (18.020 CV), può raggiungere una velocità massima di 16 nodi (30 km/h; 18 mph) in mare aperto e rompere il ghiaccio di 1 metro a una velocità continua di 3 nodi (5,6 km/h; 3,5 mph). Inoltre, dispone di due eliche di prua (una fissa, una retrattile e azimutale) e un'elica di poppa trasversale per la manovra e il posizionamento dinamico.

## Carriera

### AHTSBalder Viking(2000-2018)
È stata impiegata nella fornitura di spedizioni di perforazione petrolifera offshore artica.
Nel febbraio 2010 le navi Balder Viking, Vidar Viking e Loke Viking furono noleggiati dalla compagnia petrolifera Cairn Energy UK PLC, con sede a Edimburgo, per quattro mesi, a partire da giugno 2010, per operazioni di perforazione nella baia di Baffin.

### CCGSJean Goodwill(2020-)
Nel 2016, Chantier Davie Canada iniziò a richiedere la Balder Viking e le sue navi gemelle in sostituzione dei vecchi rompighiaccio della Guardia Costiera canadese con il soprannome di Project Resolute. Oltre alle tre navi offshore rompighiaccio svedesi, l'offerta includeva anche una quarta nave leggermente più grande e più potente, la Aiviq, battente bandiera statunitense. Nell'agosto 2018, Chantier Davie Canada si aggiudicò un contratto da 610 milioni $ per l'acquisizione e la ristrutturazione delle tre navi. Il 10 agosto 2018, Viking Supply Ships ha annunciato la vendita delle sue tre navi a Her Majesty the Queen in Right of Canada per un profitto di 274 milioni $. Una volta adattate alla Davie Shipbuilding, le navi dovrebbero rimanere in servizio nella Guardia Costiera canadese per 15-25 anni.
La Balder Viking venne ribattezzata CCGS Jean Goodwill in onore di Jean Cuthand Goodwill (1928-1997), un'infermiera canadese Cree che, nel 1954, divenne la prima donna aborigena del Saskatchewan a terminare un programma infermieristico. La nave venne consegnata alla flotta della Guardia Costiera canadese nel novembre 2020 e ufficialmente commissionata nell'agosto 2022.